# 1854 au Nouveau-Brunswick
Chronologie du Nouveau-Brunswick
- 1850
- 1851
- 1852
- 1853
- 1854
- 1855
- 1856
- 1857
- 1858

Cette page concerne des événements d'actualité qui se sont produits durant l'année 1854 dans la colonie du Nouveau-Brunswick.

## Événements
- Fondation du séminaire Saint-Thomas à Memramcook, premier établissement d'enseignement supérieur francophone en Acadie.
- 7 octobre : John Henry Thomas Manners-Sutton succède à Edmund Walker Head comme lieutenant-gouverneur du Nouveau-Brunswick.
- 1er novembre : Charles Fisher devient le premier premier ministre du Nouveau-Brunswick.
- Novembre : une grave sécheresse de la Rivière Kennebecasis est suivie de fortes pluies torrentielles, causant des inondations. Il détruit des fermes, des maisons et des barrages et des ponts endommagés[1].
- 19 décembre : Edmund Walker Head est nommé gouverneur général de la Province du Canada. Mais il n'est pas le premier néo-brunswickois-né.

## Naissances
- Philomène Belliveau, artiste.
- 22 mars : Hugh Havelock McLean, lieutenant-gouverneur du Nouveau-Brunswick.
- 2 mai : William Frederick Todd, lieutenant-gouverneur du Nouveau-Brunswick.
- 5 juillet : Olivier-Maximin Melanson, député.
- 13 août : John Morrissy, député et ministre.
- 30 novembre : Jesse Wheelock Baker, député.